# 凤凰号火星探测器
凤凰号是美国国家航空航天局于2003年基于火星侦察兵计划而启动的火星探测项目，凤凰号于2007年8月4日发射，在2008年5月25日成功在火星北极软着陆。这项计划的主要目的是将一枚着陆器送往火星的北极地区，对火星的极地环境进行探测，搜索适合火星上微生物生存的环境，并研究那里的水的历史。
凤凰号任务由美國國家航空暨太空總署领导的噴射推進實驗室和亚利桑那大学下属的月球和行星实验室负责。这项任务有包括美国，加拿大，瑞士，丹麦，德国，英国，美国国家航空航天局，加拿大航天局，芬兰气象研究所，洛克希德·马丁航天系统公司和MacDonald Dettwiler＆Associates（MDA）航天公司等机构参与。凤凰号任务是NASA历史上第一个由公立大学领导的火星任务，它由亚利桑那大学图森分校直接领导，喷气推进实验室对项目进行管理，洛克希德马丁公司负责项目开发。包括发射费用，凤凰号任务总耗资约3.86亿美元。
除了拍摄照片和气象观测等任务，凤凰号还搭载了長約2.3米的机械臂，它可以向下挖掘，並將挖掘所得的土壤樣本送回鳳凰號，使用搭载的科学仪器對土壤中的水冰和其他物质（例如矿物，可能的生命物质等）加以分析。

## 概述

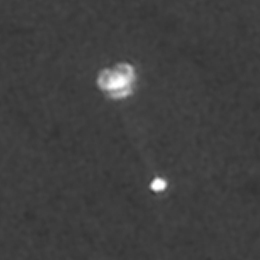
MRO拍攝到的鳳凰號降落中，可見到降落傘。

凤凰号任務的目的是寻找火星北极土壤中可能存在的生命特征，对浅层地下的水冰以及火星极地的气候进行研究。鳳凰號在美国东部时间2007年8月4日5点26分于佛罗里达州卡纳维拉尔角空军基地使用德尔塔2型运载火箭成功發射，并於2008年5月25日成功着陆火星。

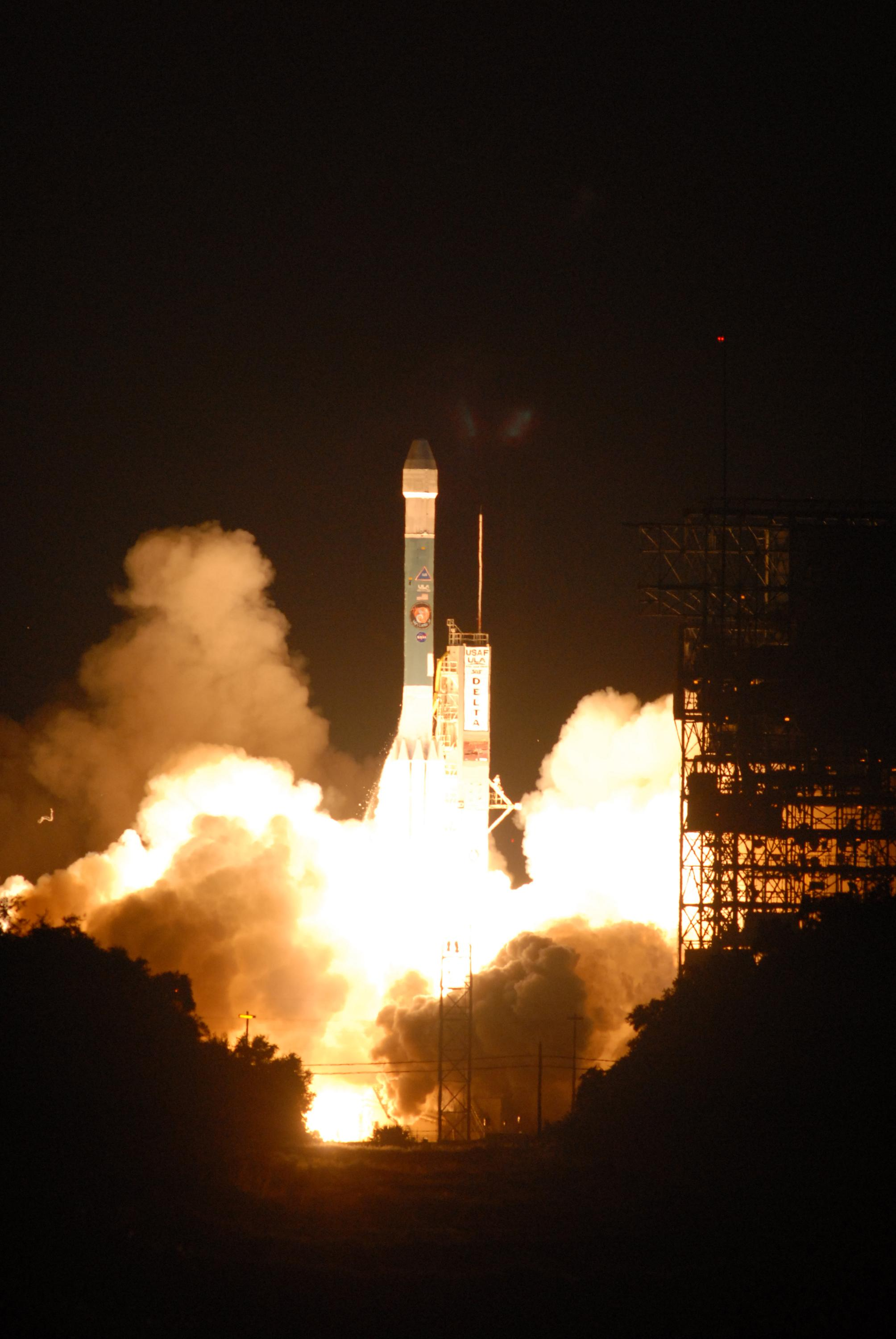
鳳凰號由三角洲二號運載
火箭7925型發射至火星

2008年5月25日，凤凰号成功着陆，不久后它在火星上直接发现了水冰。
2008年11月2日，由于电力不足，凤凰号与地面控制中心失去联络。但在失联之前，凤凰号已经完成了所有的任务目标。
2010年5月24日，由于在凤凰号着陆的第二个春季和夏季没有收到来自它的信号，而且来自MRO的图像显示了损毁，NASA宣布凤凰号任务结束。

## 着陆

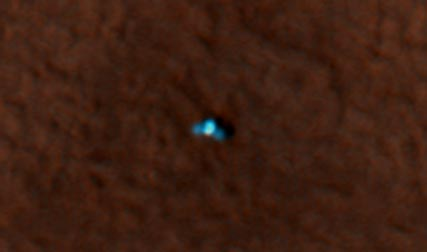
火星偵察軌道器（MRO）拍攝的在火星表面的凤凰号。

由于火星极地着陆者在1999年底的灾难性失败，NASA未在之后的火星探险漫游者（MER）任务中使用动力下降进行着陆，凤凰号是继海盜二號在1976年之後，第三个动力下降而成功登陸火星的探测器，这也是NASA在1999年的失败后第一次使用动力下降技术。
2008年5月25日，美國東部時間下午6點46分（UTC：2008年5月25日 23:46），鳳凰號完成「關鍵7分鐘」（亦被稱為「恐怖7分鐘」）降落程序，成功降落火星北極區，成為人類第一個降落在火星北極區的航天探測器，事前太空總署評估只有五成成功率。
所謂「關鍵7分鐘」是指需時約7分鐘的一系列降落程序，讓鳳凰號以時速 21,000（13,049英里）進入火星大氣層後，把飛行時速降到約每小時 8每小時（5英里每小時），然後再打开着陆推进器，以便進行軟著陸。

## 科学成果
在2008年5月25日成功着陆之后，凤凰号发回大量数据，这些数据揭示了火星的水和气候循环，火星表面土壤的成分和特性，以及火星北极的自然环境，取得了一系列的科学成果。

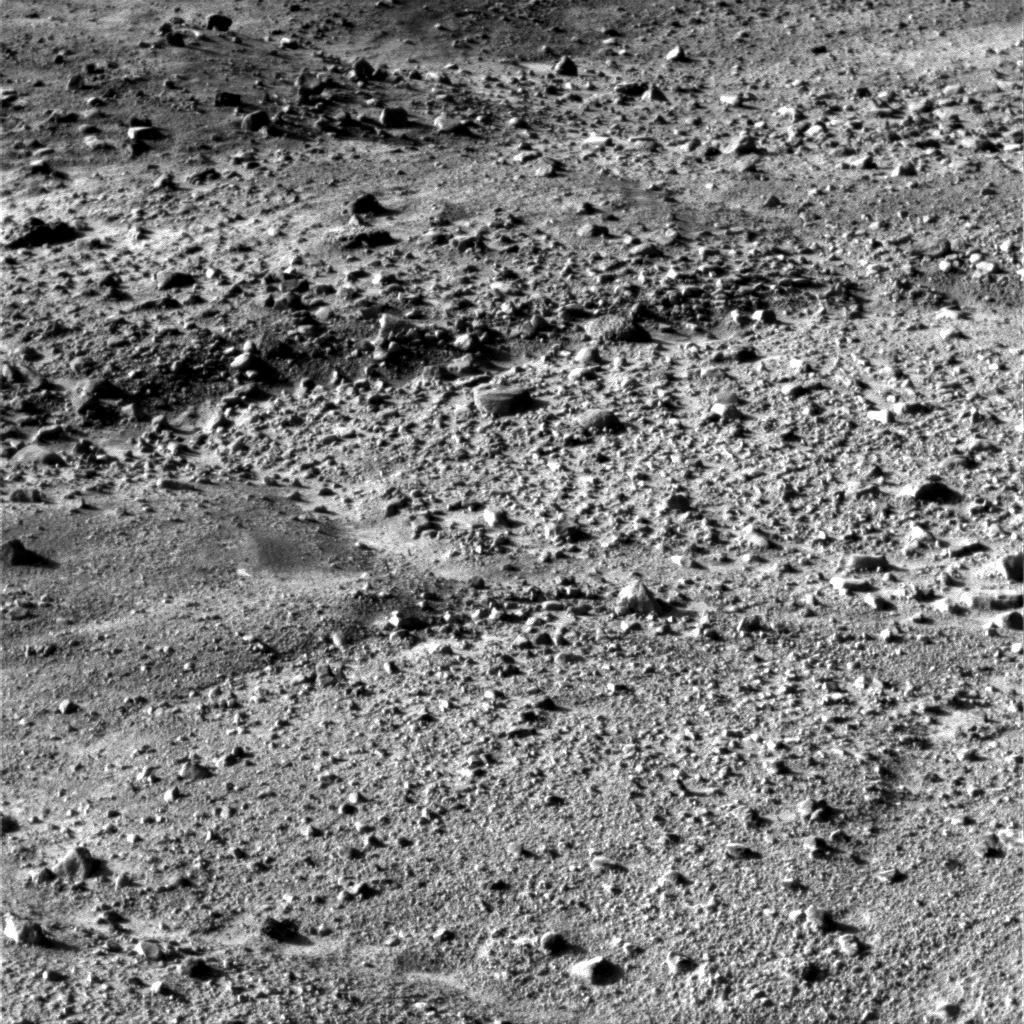
第一批回傳回地球的照片之一。

### 火星表面的水

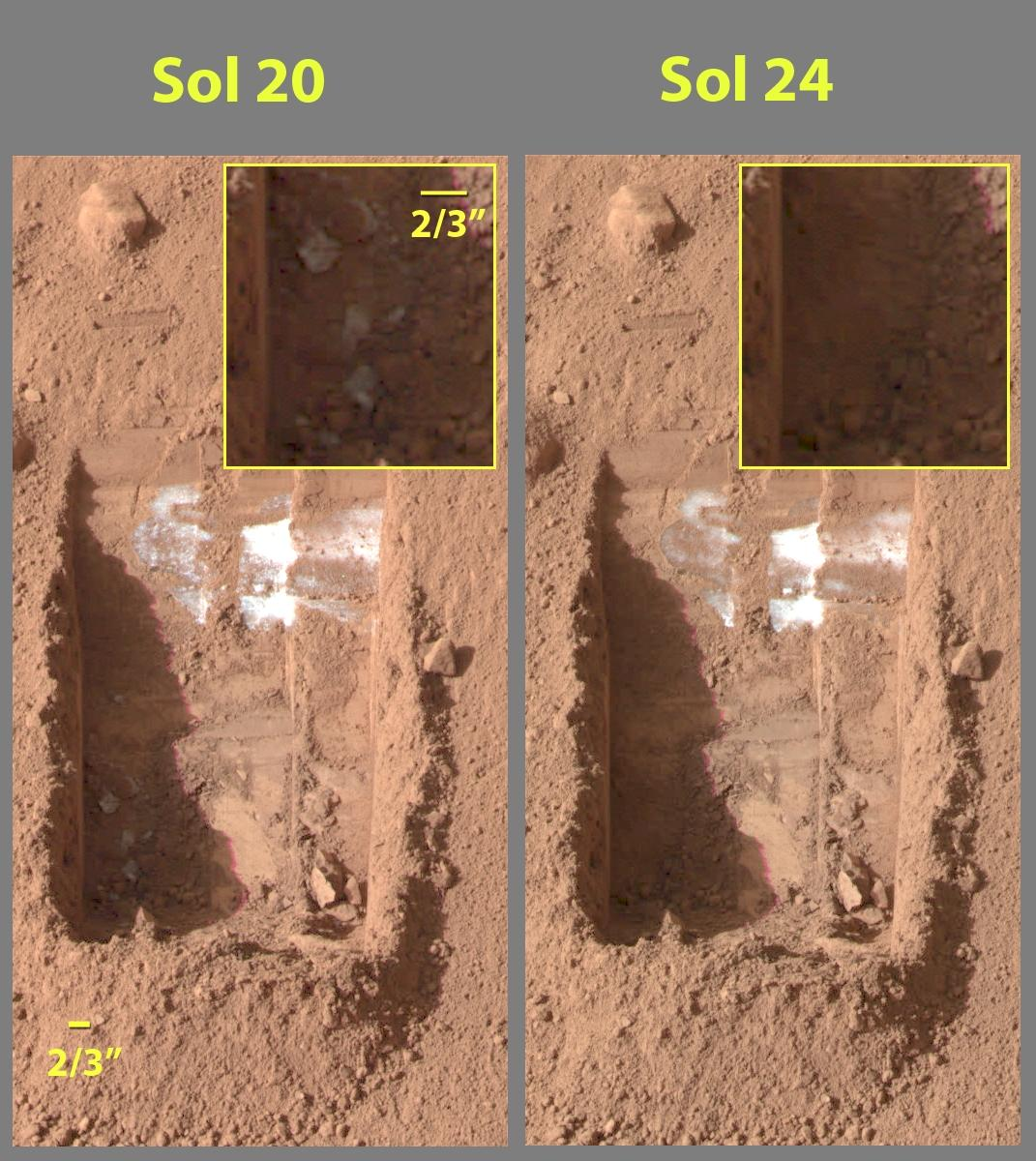
著色以顯示冰的昇華相片，在右上角的插畫是溝槽左下角的放大圖。

在2008年6月19日，NASA宣佈由机械臂掘開的"渡渡鳥金髮狀毛莨"內，有方塊大小叢集的明亮物質，四后天就蒸發掉了，者強烈的暗示它們是由水冰組成的，因為暴露在外而昇華了。雖然乾冰也會昇華，但在火星北极的夏季，干冰的升华速度比水冰要快得多。
在2008年7月31日，NASA宣佈，就如同在2002年由火星奧德賽軌道船的預測，鳳凰號証實了火星上出現的是水冰。一個新的樣品在最初的加熱程序中，當樣品的溫度達到0 °C時，TEGA（熱與蒸發氣體分析儀）的質譜儀偵測到了水蒸氣。

在"渡渡鳥金髮狀毛莨"溝槽內被切成方塊大小的一團明亮物體經過四天就消失不見了，暗示它們是由冰組成的物質，因為暴露在外而昇華了。

除去2015年在火星中纬度地区发现的含有高氯酸盐的液态水之外，液態的纯净水在火星低壓的表面是不可能存在的，只有在最低海拔處可能存在很短的時間，其他大部分的水都以固体形式存在于火星极盖和地下的冰层中。
2008年9月底，凤凰号的主要任务结束，但鉴于鳳凰號的狀況良好，NASA决定在2008年9月30日之後繼續資助它運作。科學團隊希望能確定是否有足夠的刨冰可以解凍供應生活上的需要（注：2015年九月底，NASA的好奇号火星车发现一体积的火星土壤中的水含量高达1.5％-3％，由此发现火星表面储水量远超之前的想象），以及這些冰中是否含有生命所需的其他物質與化學成分。
另外，在2008年和2009年初，NASA內部曾爭論鳳凰號登陸時出現在著陸腳架上呈霧狀聚集的小滴是否是水滴。由於在鳳凰號的科學項目中缺乏公眾的與論，這個問題從未出現在NASA的任何新聞報導中。
一位科學家指出，凤凰号為保持平衡的鹽水袋可能在登陸時被加速器飛濺到登陸艇的腳架上，這些鹽份會吸收大氣中的水蒸氣，這可以解釋水蒸氣如何在44天的火星日中，在火星溫度下降的過程中如何慢慢的蒸發。

## 任务结束

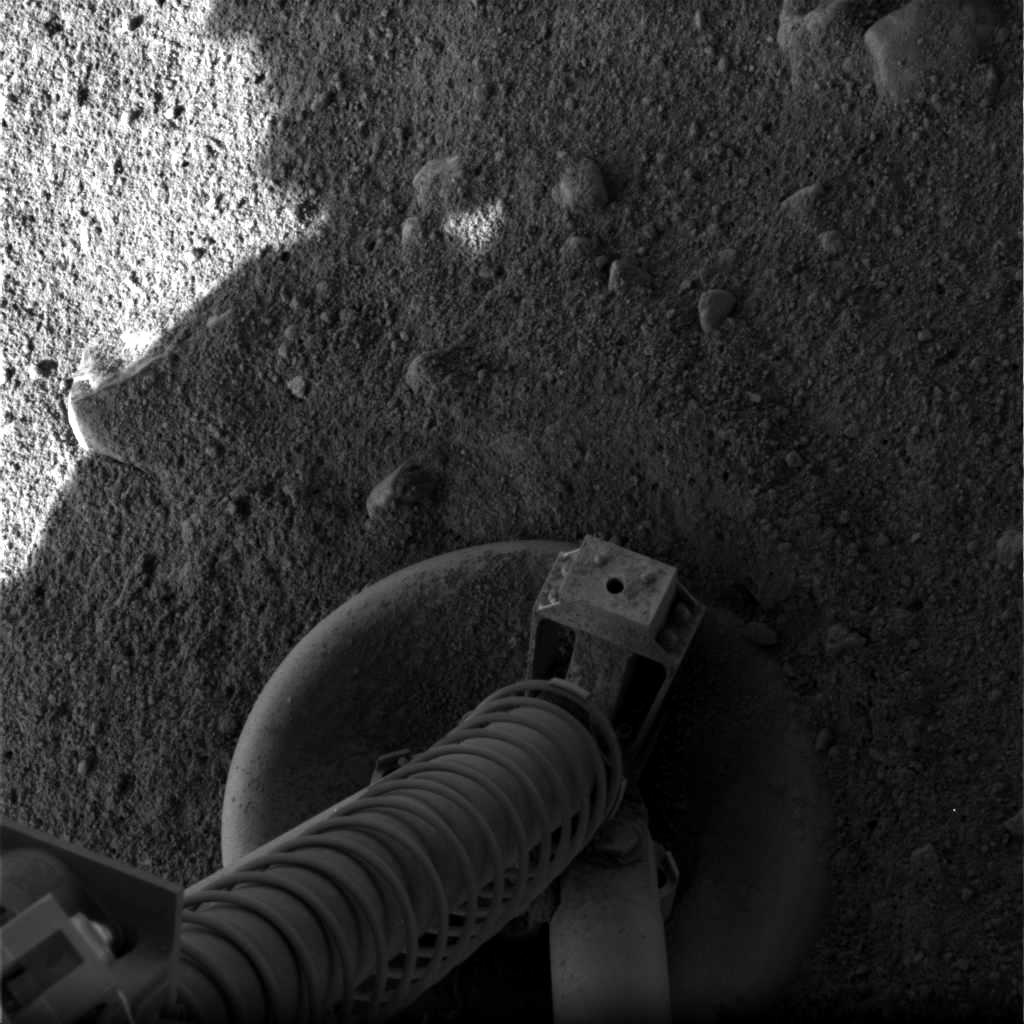
鳳凰號著陸數分鐘後，鳯凰號正下方的影像。

凤凰号火星着陆器设计在火星表面工作90个火星日，虽然NASA在设计之初没有考虑让凤凰号在火星北极的冬天存活，但它的实际工作时间超出预期，从世界协调时2008年5月25日着陆成功到2008年11月2日失去联系，凤凰号工作了超过150个火星日。

### 与地面失去联系（2008年）
早在世界协调时10月28日（第152个火星日），凤凰号就因太阳高度角过低和严重的沙尘暴所造成的供电不足而进入安全模式，随后着陆器关闭了四个加热器以节约电源，这造成凤凰号的机械臂和大气分析仪无法使用。而早在之前一个星期，凤凰号的电力供应限制就使得任务变得困难，许多仪器不得不共享电力以保持运转。
在世界协调时2008年11月2日，NASA收到了凤凰号发送的最后的讯号：
"01010100 01110010 01101001 01110101 01101101 01110000 01101000   <3,"
使用美国信息交换标准代码（ASCII）将其翻译，结果为："Triumph"
发送这条讯息后，凤凰号着陆器再也没有向地球发回任何数据。

### 尝试重新联系（2010年）
虽然凤凰号在2008年11月2日因电力不足而停止运行，但NASA期望它可以在火星北极的下一个春季或夏季（大约两个地球年后）恢复工作，所以保留了凤凰号上通信天线的通信信道，并于2010年1月18日起尝试与凤凰号联系，但并没有成功，后来在2月和4月的进一步尝试也没有成功。
NASA通过火星侦察轨道器（MRO）使用其搭载的HiRISE拍摄的图像分析后发现凤凰号的两个太阳能电池板已经完全损毁。鉴于凤凰号着陆在火星的北极圈内，处在火星北极冬季处于火星北极的极盖中，NASA估计凤凰号在冬季很可能被二氧化碳凝华形成的干冰所覆盖，据测算，覆盖在凤凰号太阳能电池板上的稠密的干冰层最厚时可达19厘米（约合7.5英寸），而且每平方厘米的干冰可重达30克，这显然是凤凰号的太阳能电池板所无法承受的。

由于数次尝试重新联系失败，且发现了无法挽救的损毁，NASA于2010年5月24日正式宣布凤凰号任务结束。

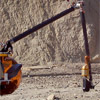
凤凰号搭载的机械臂

## 科学仪器
凤凰号主要搭载的科学和工程仪器如下：

### 机械臂和机械臂相机（Robotic arm and camera）
凤凰号的机械臂可以从着陆器底部伸出2.35米，能够在挖掘到沙地表面以下0.5米处。它可以将泥土和冰的样本送入凤凰号上的其他仪器中进行分析。在铲子后面有一个用来切割坚硬的永久冻土的旋转摩擦装置，这个摩擦装置可旋转至前方以便开展作业。

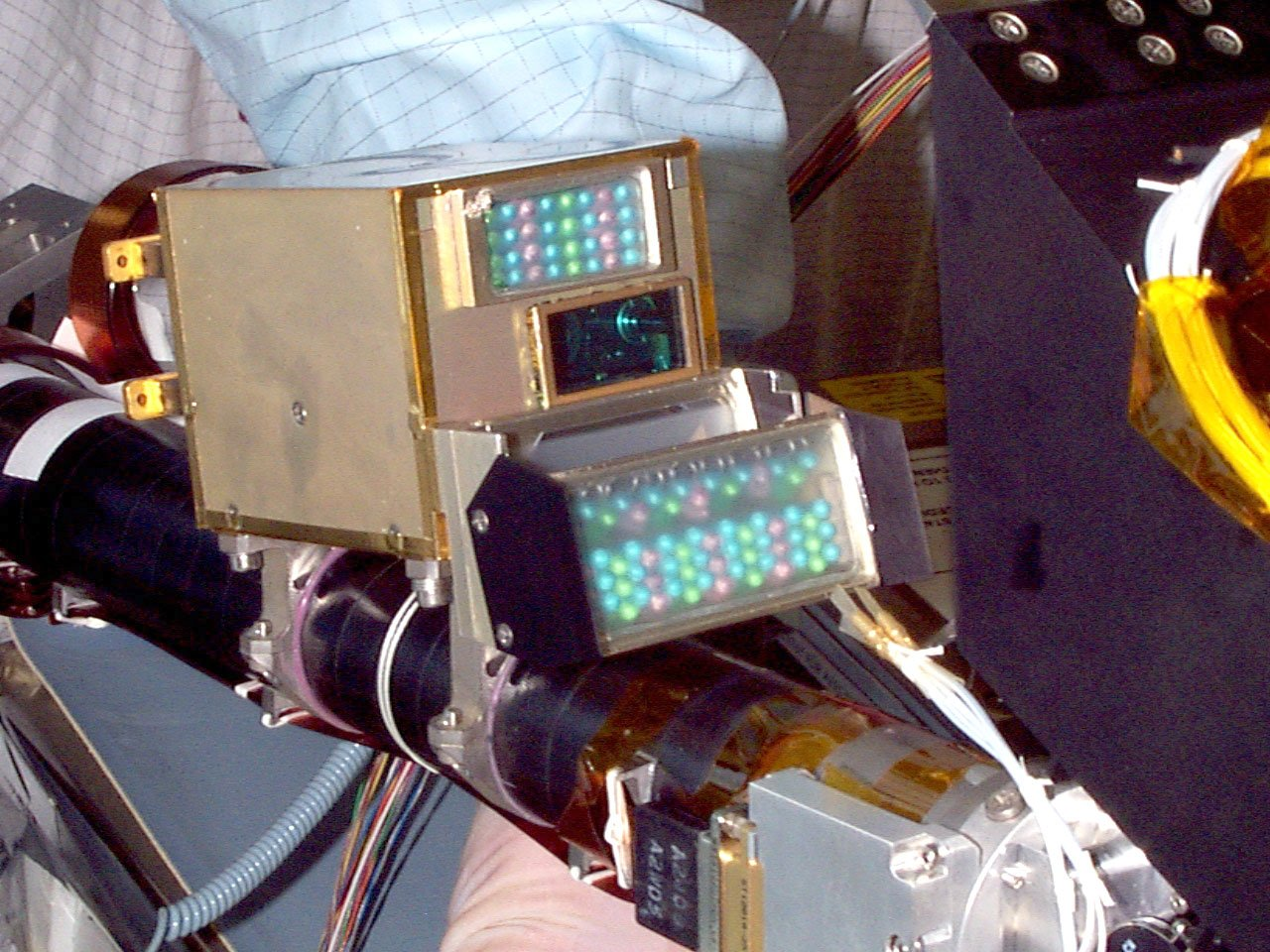
凤凰号的机械臂搭载的机械臂相机

世界协调时2008年5月28日，凤凰号展开了机械臂，为了预防火星土壤被地球生命污染，它会首先展开一层防护罩。在之后的数次挖掘中，凤凰号的机械臂先后挖到了位于土壤下方的高纯度水冰以及掺杂在土壤中的水冰，并且拍摄了着陆器下方的冰层，还拍摄到了阳光下水冰的升华。直接挖掘到水也被认为是凤凰号任务最大的科学成果之一。
此外，还有一个连接到机械臂上方的机械臂相机（RAC），能够拍摄彩色照片，以确认采集的样本是否被送回到探测器，并拍摄被挖掘区域的图像。

### 着陆相机（Mars Descent Imager）

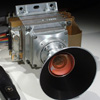
凤凰号搭载的着陆相机（MARDI）

凤凰号上搭载的着陆相机（MARDI）被设计用于在凤凰号着陆的最后阶段拍摄图像，用于准确地探查着陆器着陆的位置，并帮助找到潜在的科学目标，但在发射前的最后测试中，任务团队发现一个重大由于软件设计和闪存卡的兼容问题，如果MARDI在下降的最后阶段采集图像，那么控制下降和着陆的惯性导航单元的数据就有可能被清除。这显然是一个不可被接受的风险，所以NASA的团队决定不启用MARDI，虽然这会导致部分资料的丢失。
有趣的是，MARDI最初是为2001火星勘测者着陆器设计和建造的，在该着陆任务因资金不足被取消之后，MARDI被封存了好几年，直到最后被用在凤凰号上面。

### 立体相机（Surface stereo imager）

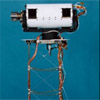
凤凰号搭载的立体相机（SSI）

立体相机（SSI）是凤凰号上的主摄像机，由火星探路者和火星极地着陆者的主摄像机改良而来，与前两者相比分辨率更高。主要用于获取凤凰号周边的立体图像，以及监视各种仪器的运行。
以太阳作为参考，SSI还可用于检测大气中的灰尘含量，以及大气特征。

### 热释气分析仪（Thermal and evolved gas analyzer）
热释气分析仪（TEGA）可将试管中的样品加热至汽化，通过检测气体中的水，二氧化碳和其他气体，来测定样品的化学成分。
热释气分析仪中一共有八根圆珠笔大小的试管，每根试管都可进行一次成分分析。

### 显微、电化学和导电率分析仪（Microscopy, electrochemistry, and conductivity analyzer）

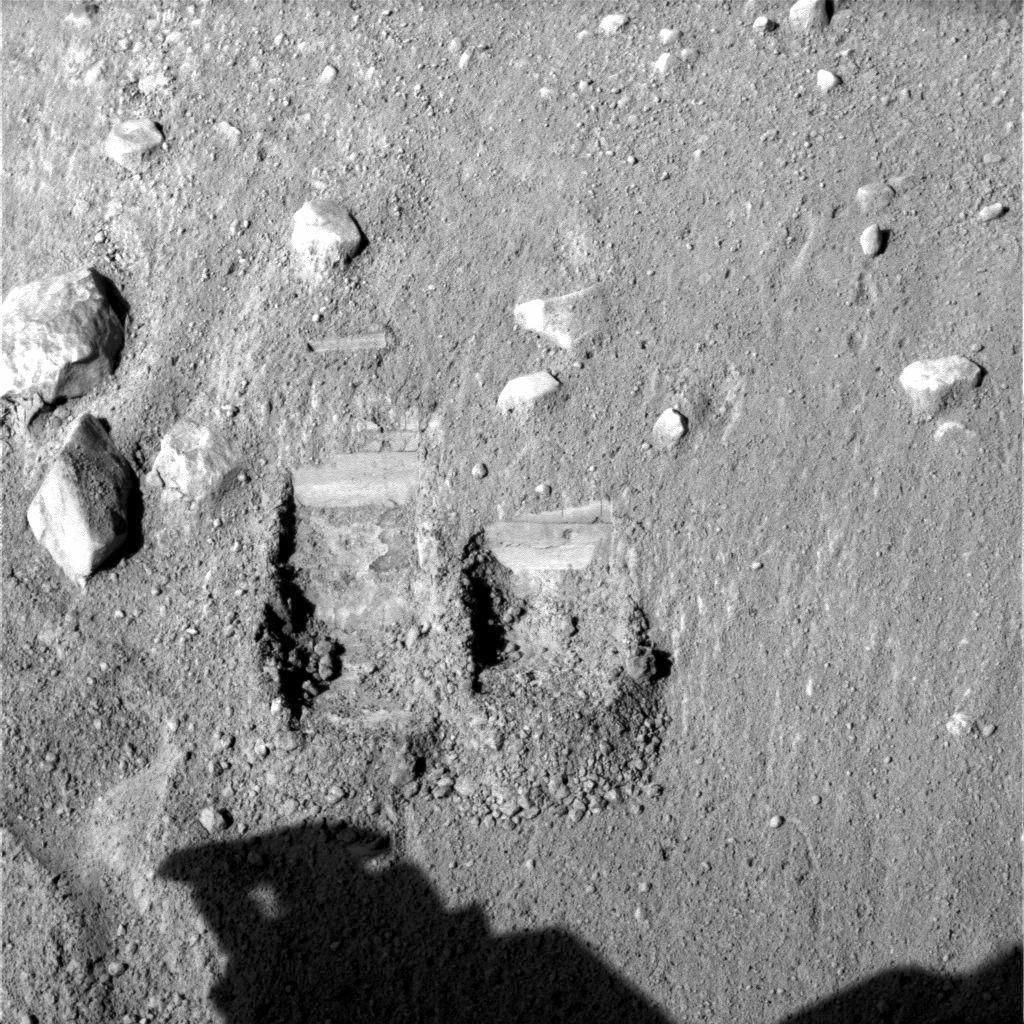
鳳凰號在火星土壤上挖掘的最初二個溝渠，在右邊的，不拘
形式的被稱為"熊嬰兒"，是放進
TEGA使用質譜儀和進行光學分析的 第一個樣品的來源。

显微、电化学和导电率分析仪（MECA）最初是为2001火星勘测者着陆器设计和建造的，在该任务取消后，这个仪器包被用在了凤凰号上，它也是凤凰号上最重的一组科学仪器。
MECA的组成如下：

#### 样品入口（Sample wheel and translation stage）
样品入口可将69支样品试管中的6支移动至开口处以接收机械臂送来的样品，这些样品将进入下方的仪器中进行分析和检测。

#### 光学显微镜（Optical microscope）
光学显微镜能够以256像素/毫米或16微米/像素的分辨率拍摄区域为2×2毫米范围内的样品的显微图像，由机械臂送来的样品被多个LED（9个红色，绿色和蓝色LED或3个发出紫外光的LED）照亮后由CCD阵列采集样品的图像以进行分析。

#### 原子力显微镜（Atomic force microscope）
凤凰号搭载的原子力显微镜可以扫描送至光学显微镜的样品，它具有原子级的分辨率（约0.1微米），可以提供样品表面详细的三维图像。

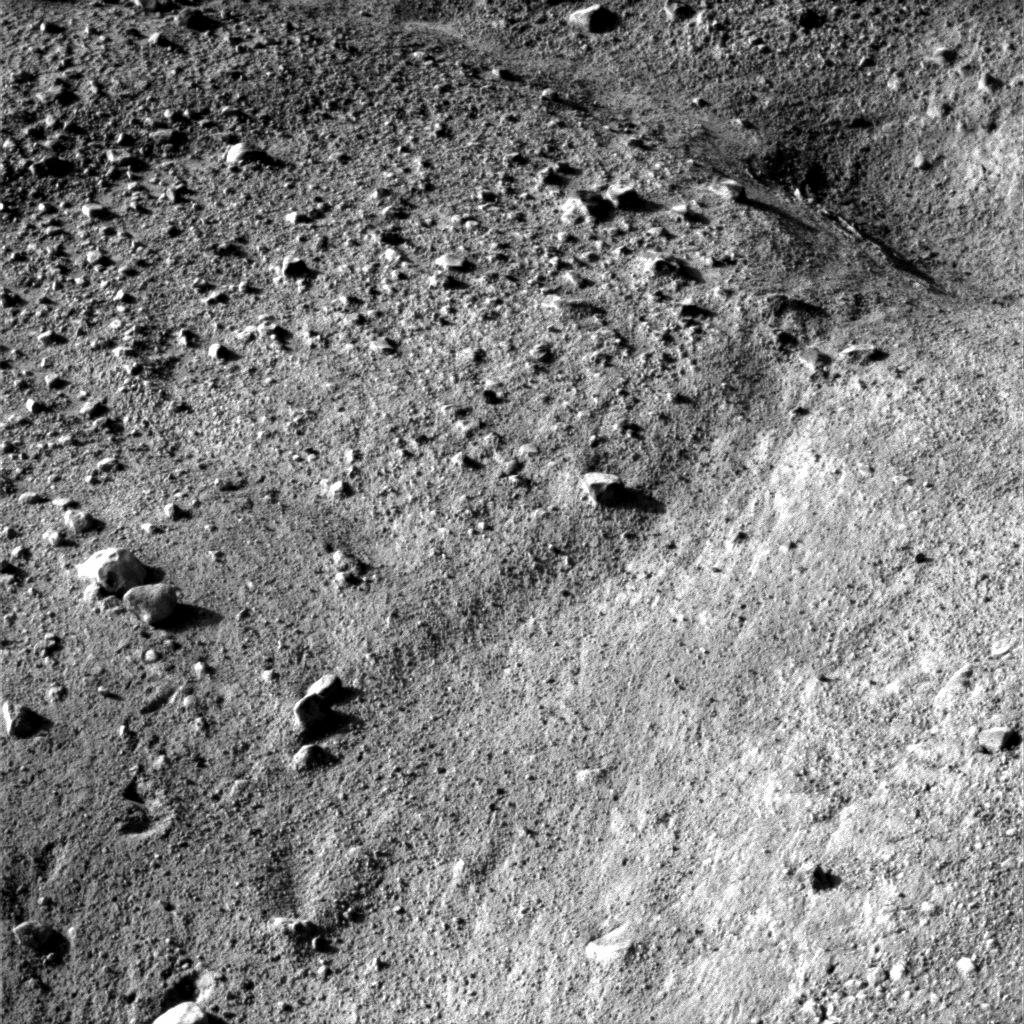
附近多邊型狀的地表。

#### 湿化学实验室（Wet Chemistry Laboratory）
湿化学实验室（WCL）通过将样品放入盛有特殊试剂的试管中，可以通过电化学传感器分析溶解在溶剂中的离子，WCL还可以分析样品中的有机物，以检测土壤中是否有生命（微生物）或生命物质（如氨基酸，蛋白质等）。WCL一共有四个（四支试管），可以进行四次分析。

#### 热和导电率探头（Thermal and Electrical Conductivity Probe）
热和导电率探头（TECP）是显微、电化学和导电率分析仪（MECA）上的一个仪器，它被安装在机械臂的末端，TECP由四个探头组成，可以对火星土壤的温度、相对湿度、热导率、电导率、介电常数、风速和大气温度进行测量。
TECP的四个探头中的三个内部有微小的加热元件和温度传感器。其中一个探头使用内部加热元件发出热脉冲，记录热脉冲发送的时间，并监测热量从探头消散的速率。热脉冲到达相邻的探头，就可以测量热量从探头传播的速度以及探头之间传播的速度，使得科学家们可以测量土壤的热传导率，比热容和热扩散系数。

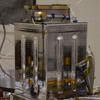
凤凰号搭载的气象站（MIT）

TECP还可以测量介电常数和电导率，这些数据可以用来计算风化层水分和盐度。探头1和2一起工作来测量风化石中的盐，加热土壤以测量风化石的热性质（热导率，比热容和热扩散率），并测量土壤温度。

### 气象站（Meteorological Station）
凤凰号搭载的气象站（MET）由温度和压力传感器以及激光测距仪（LIDAR）组成，MET会记录火星北极的每日天气，测量有关火星北极大气大气以及北极火星中固态和气态之间的循环的信息。

#### 激光雷达（LIDAR）

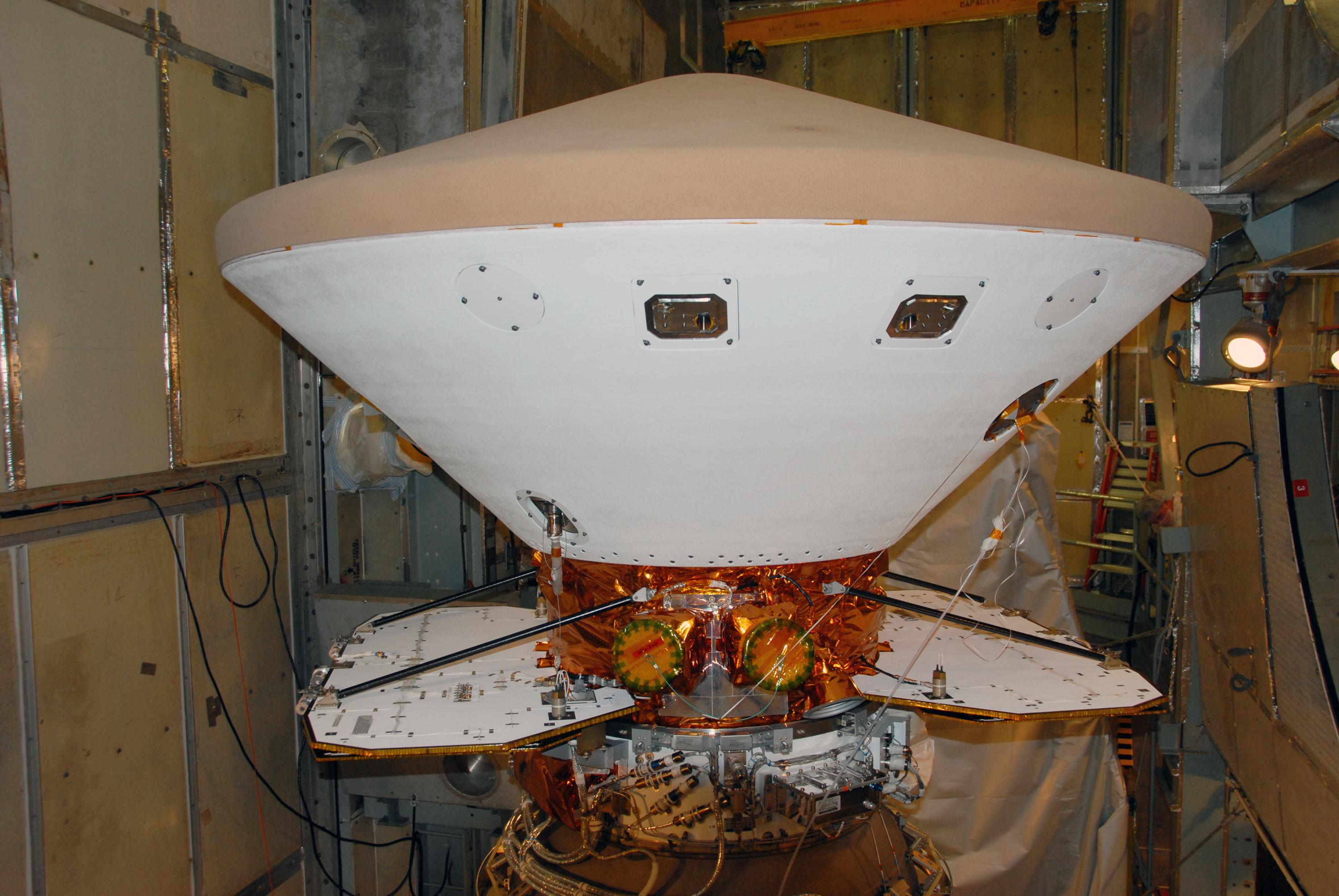
美國太空總署在卡納維爾角（Canaveral）空軍基地的17-A發射台，圖為鳳凰號、防護罩及酬載等設施

MET的激光雷达（LIDAR）的工作原理与雷达相同，使用强大的激光脉冲将光线垂直传输到大气中，从而反射出灰尘和冰粒。分析这些反射的光脉冲及其返回到激光雷达仪器的时间，可以采集有关大气颗粒大小及其位置的信息。
通过采集尘埃和冰粒的分布信息，科学家可以对极地大气中的能量流动情况做出重要推断。这些粒子还揭示了云，雾和尘埃的形成，持续时间和运动情况，提高了对火星大气的科学认识。

#### 温度计（Temperature Analyzer）
MET上的温度计是一种热电偶传感器，这项技术之前曾成功地用于海盗号和探路者号任务。有三个热电偶传感器将位于1.2米的垂直立柱上，这样可以测量火星表面不同高度的气温。

#### 气压计（Air Pressure Sensors）
由于火星上的气压非常低，所以MET搭载的气压计必须非常敏感和精确，MET搭载的气压计之前曾经成功地用于海盗号和探路者号任务。

## 凤凰号DVD

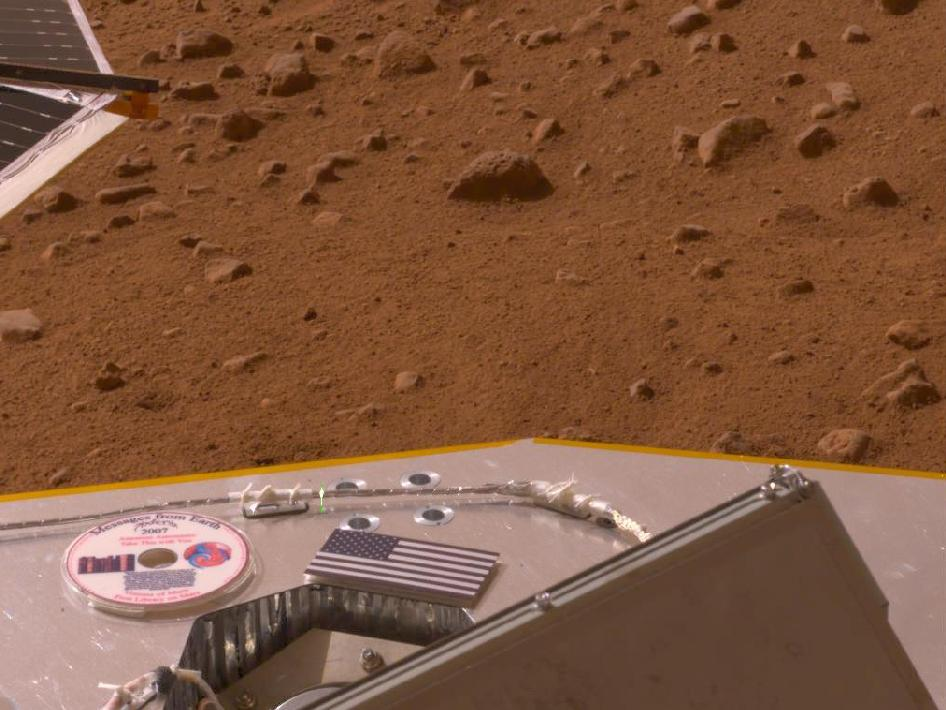
凤凰号搭载的DVD和美国国旗

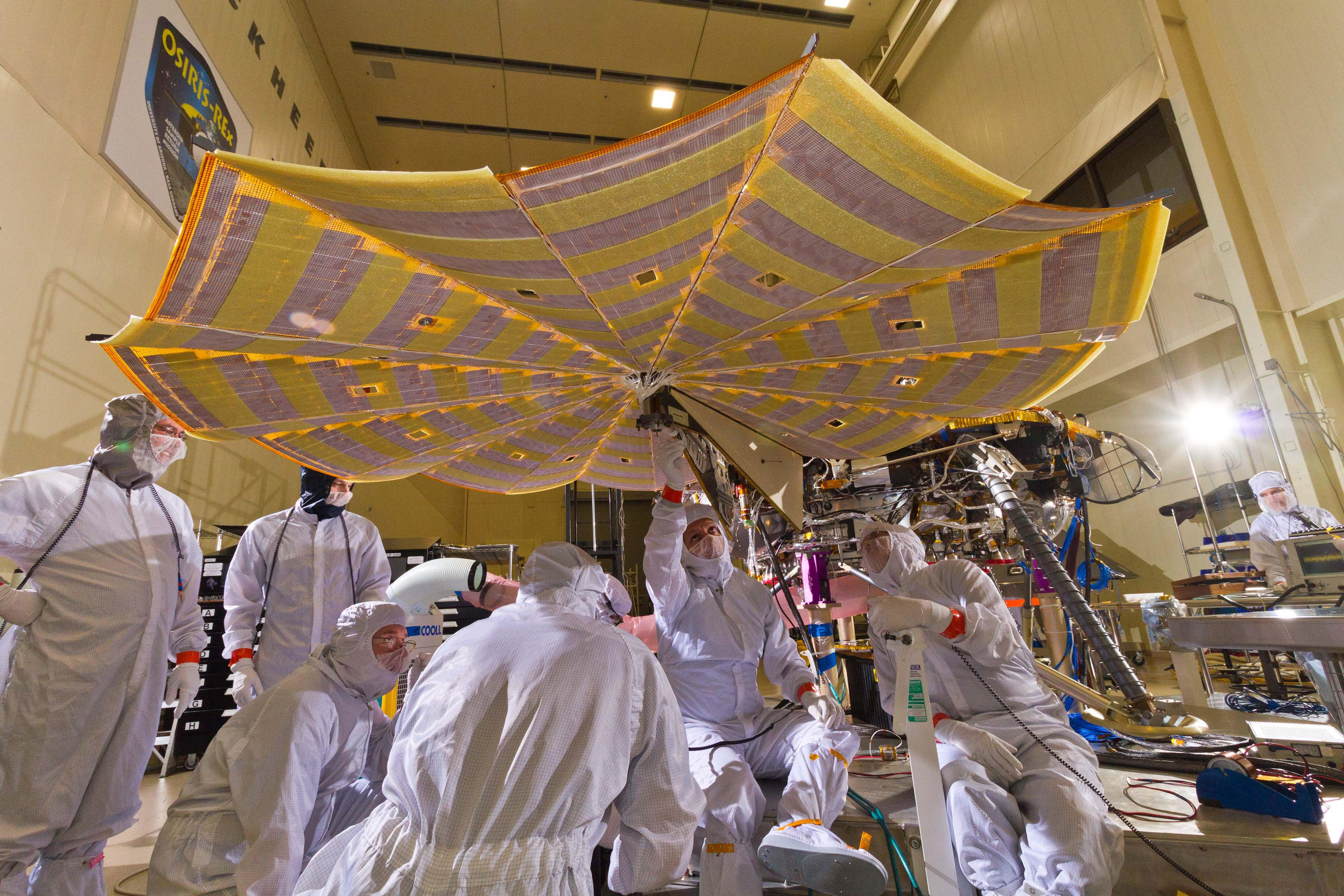
正在进行测试的洞察号

凤凰号上的美国国旗旁搭载了一张“凤凰号DVD”，包含了一些火星的照片以及一些书籍和文献资料，这也使这张DVD成为了第一个“火星图书馆”，除此之外，这张DVD上还搭载了通过互联网收集到的25万份签名。
凤凰号搭载的DVD的大小和普通的DVD-ROM一样，可以放在个人电脑的光驱中直接读取，但是这张DVD由专门用于抵御火星环境的特殊硅玻璃制成，可以在火星北极的恶劣环境中保存数千年甚至更久。
附在这张DVD表面的文字如下：
“This archive, provided to the NASA Phoenix mission by The Planetary Society, contains literature and art (Visions of Mars), greetings from Mars visionaries of our day, and names of 21st century Earthlings who wanted to send their names to Mars. This DVD-ROM is designed to be read on personal computers in 2007. Information is stored in a spiral groove on the disc. A laser beam can scan the groove when metallized or a microscope can be used. Very small bumps and holes represent the zeroes and ones of digital information. The groove is about 0.74 micrometres wide. For more information refer to the standards document ECMA-268 (80 mm DVD Read-Only Disk).”

## 后续发展

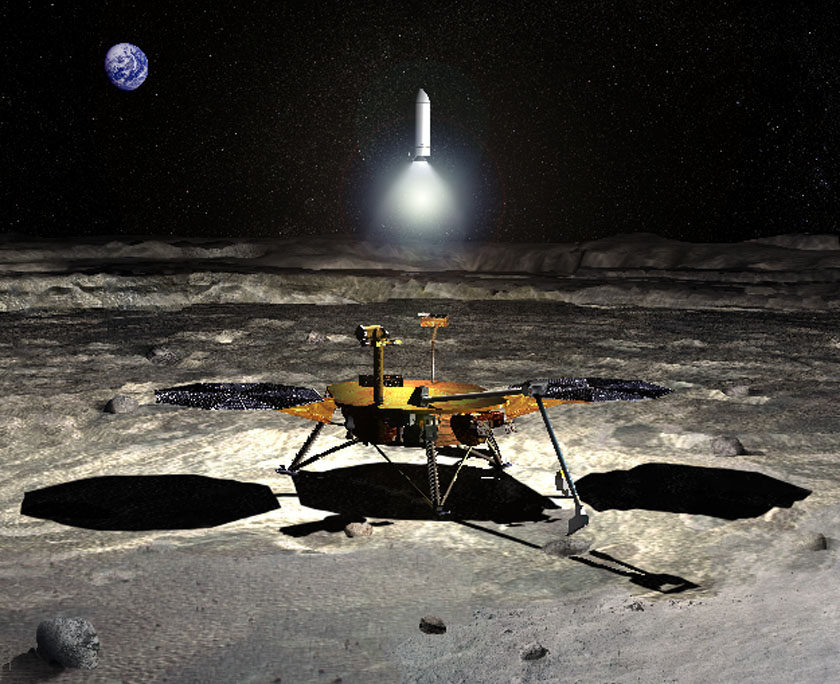
NASA计划中的月球采样返回任务

凤凰号的平台最早是由失败的火星极地着陆者和被取消的2001火星勘测者着陆器平台发展而来（包括平台太阳能电池板的设计，动力下降推进器等），设计上节约了不少成本。由于凤凰号的平台可以执行多种多样的任务，NASA考虑将凤凰号的设计用于之后的一些火星着陆器上。
在2010年，NASA启动了旨在调查火星内部结构的洞察号（InSight）任务，之后NASA确认洞察号将使用凤凰号的平台，以节约数亿美元的成本和提高可靠性。洞察号已经在2016年建造完成，将在2018年5月初使用宇宙神5火箭发射，在2018年11月底在火星的埃律西昂平原着陆。

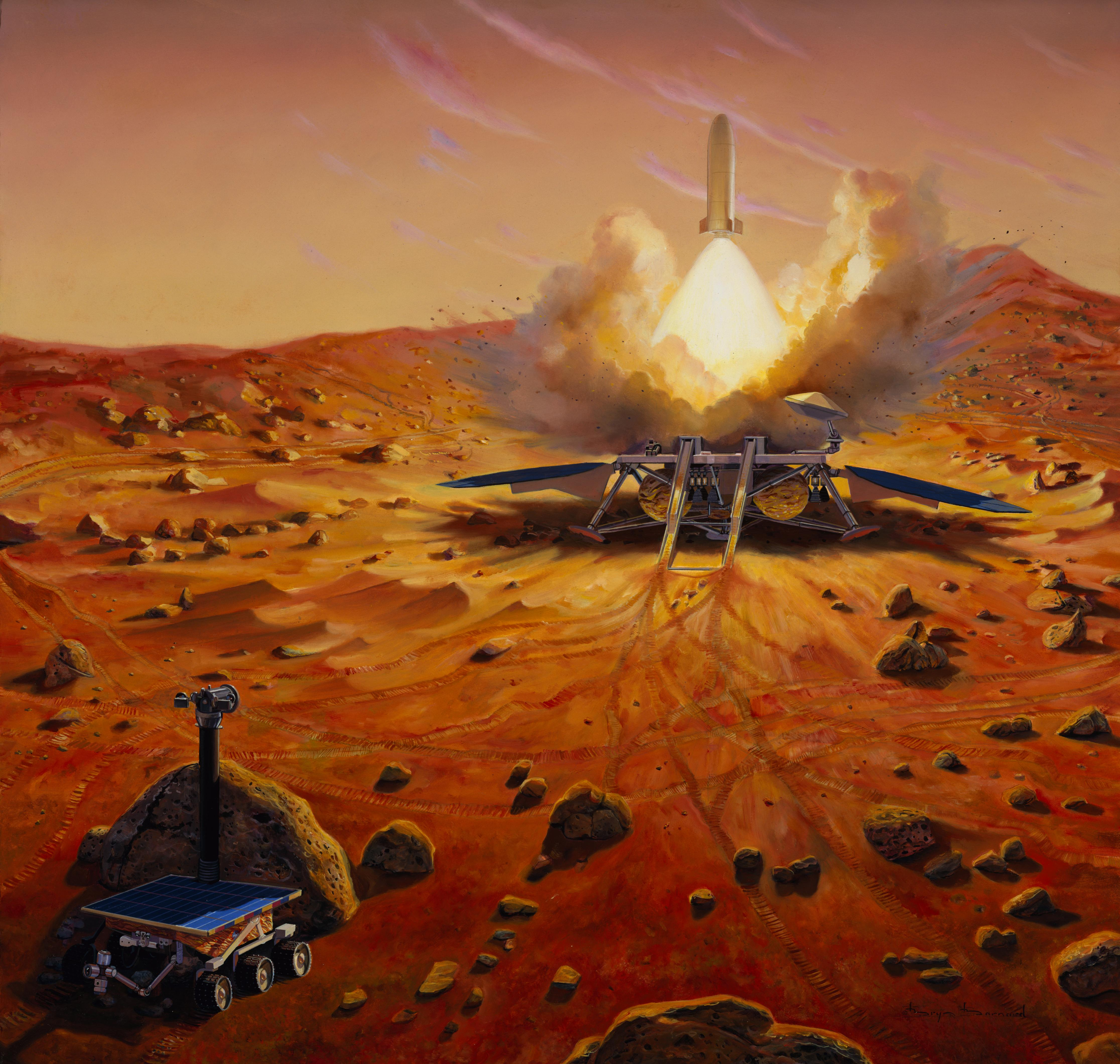
NASA计划中的火星采样返回任务

NASA未来的月球南极采样返回任务以及计划在2030年之前执行的火星采样返回任务，都将使用凤凰号或者类似的平台。

## 外部連結
- 凤凰号任务网页（页面存档备份，存于）（NASA）
- 凤凰号任务团队网页（页面存档备份，存于）